# Tràn dầu vịnh Bột Hải 2011
Tràn dầu Vịnh Bột Hải (tiếng Anh: 2011 Bohai bay oil spill, tiếng Trung: 2011年渤海湾油田溢油事故) là một loạt sự cố tràn dầu bắt đầu vào ngày 4 tháng 6 năm 2011 tại Vịnh Bột Hải. Tuy nhiên, sự cố tràn dầu không được công khai suốt một. Có những nghi ngờ về sự bao che của Cục Quản lý Hải dương (SOA).

## Sở hữu
Tập đoàn Dầu khí Quốc gia Trung Quốc sở hữu 51% lĩnh vực dầu mỏ, và công ty ConocoPhillips Hoa Kỳ sở hữu 49%.

## Tràn dầu

### Lần 1
Vào ngày 4 tháng 6 năm 2011, mỏ Bồng Lai 19-3 đã gây ra sự cố tràn dầu từ đê biển bị rò rỉ kéo dài đến ngày 7 tháng 6.

### Lần 2
Vào ngày 17 tháng 6, một vụ tràn dầu lần thứ hai xảy ra tại mỏ dầu Bồng Lai 19-3, nhưng đã được khắc phục trong vòng 48 giờ. Vào lần rò rỉ thứ hai, tổng cộng 840 km vuông nước ở Vịnh Bột Hải đã bị ô nhiễm.

### Lần 3
Một đợt rò rỉ thứ ba diễn ra vào ngày 12 tháng 7 với mỏ dầu Tuy Trung 36-1. Sự cố này xảy ra chỉ một ngày sau sự cố vụ nổ nhà máy Huệ Châu. Sự cố đã gây ô nhiễm tổng cộng 4.250 km2. Các phương tiện truyền thông đã mô tả diện tích ô nhiễm lớn gấp sáu lần Singapore.

## Rò rỉ thông tin
Sự cố tràn dầu không được báo cáo công khai cho đến 31 ngày sau vào ngày 5 tháng 7 năm 2011. Nó chỉ được tiết lộ trên một microblog công cộng xuất hiện vào ngày 21 tháng 6. Tin tức về sự cố tràn dầu đã được Cục Quản lý Hải dương (SOA) giữ lại trong một tháng. Công ty ConocoPhillips của Mỹ đã phải chịu trách nhiệm về sự rò rỉ và bị phạt 200.000 NDT (31.000 USD). Tuy nhiên,Tổng công ty Dầu khí Hải dương Trung Quốc cho biết họ đã thông báo cho chính quyền ngay từ đầu.

## Tác động môi trường
Bên ngoài vùng tràn, rong biển chết và cá thối rữa có thể được nhìn thấy quanh đảo Nam Hoàng Thành (南 隍 城 島) ở tỉnh Sơn Đông.

## Phản ứng
Những lời chỉ trích tiếp theo là nếu dầu tràn đổ vào Biển Hoàng Hải, điều này sẽ gây tổn hại cho cả Triều Tiên và Hàn Quốc. Các phương tiện truyền thông Hàn Quốc đã phàn nàn về việc Bắc Kinh vô trách nhiệm như người Nhật không muốn chia sẻ thông tin về thảm hoạ hạt nhân. ConocoPhillips cho biết số lượng dầu tràn tương đương 1.500 thùng dầu.